# Bradypodion taeniabronchum
Bradypodion taeniabronchum är en ödleart som beskrevs av  Smith 1831. Bradypodion taeniabronchum ingår i släktet Bradypodion och familjen kameleonter. IUCN kategoriserar arten globalt som starkt hotad. Inga underarter finns listade.